# Рат териер
Рат териер (на английски: Rat Terrier) е американска порода кучета, които могат да служат за ловджийско, домашно или куче-пазач. Като цяло се считат за рядка порода. Рат териерът е интелигентно куче, но също така много активно, което обича разходките и игрите. Основните му цветове са бяло и черно за тялото, и бяло, черно и бежово за главата. Козината му е къса и остра. Ушите му обикновено са прави, но има и случаи на клепнали. Опашката му е 2 – 3 инча дълга. То е сравнително малко куче, тежи между 10 и 25 паунда.
Президент Теодор Рузвелт е собственик на малък рат териер, който става известен с това, че унищожава плъховете в Белия дом. В началото на 20 век тази порода кучета е много разпространена по фермите.